# Javorje (Gorenja vas – Poljane, Slovenija)
Javorje je naselje u slovenskoj Općini Gorenjoj vasi - Poljane. Javorje se nalazi u pokrajini Gorenjskoj i statističkoj regiji Gorenjskoj. 

## Stanovništvo
Prema popisu stanovništva iz 2002. godine naselje je imalo 189 stanovnika.